# Веселогірська сільська рада (Олександрівський район)
| Веселогірська сільська рада — колишній орган місцевого самоврядування у Олександрівському районі Донецької області з адміністративним центром у с. Весела Гора. Сільській раді були підпорядковані населені пункти: - c. Весела Гора - с-ще Новоявленка - с-ще Самарське |

## Склад ради
Рада складалася з 12 депутатів та голови.

## Історія
Донецька обласна рада рішенням від 18 червня 2009 року внесла в адміністративно-територіальний устрій області такі зміни: в Олександрівському районі перенесла центр Самарської сільради з селища Самарське в село Весела Гора та перейменувала Самарську сільраду на Веселогірську.